# Frédérick Gaudreau
Frédérick Gaudreau, född 1 maj 1993, är en kanadensisk professionell ishockeyforward som är kontrakterad till NHL-organisationen Pittsburgh Penguins och spelar för deras primära samarbetspartner Wilkes-Barre/Scranton Penguins i AHL. 
Han har tidigare spelat på NHL-nivå för Nashville Predators och på lägre nivåer för Milwaukee Admirals i AHL, Cincinnati Cyclones i ECHL och Cataractes de Shawinigan och Voltigeurs de Drummondville i Ligue de hockey junior majeur du Québec (LHJMQ).
Gaudreau blev aldrig draftad av någon NHL-organisation.

## Statistik
| 2009–2010    | Cantonniers de Magog        | LHMAAAQ      | 41  | 14 | 11 | 25  | 6  | 4  | 0  | 3 | 3  | 0 |
| 2010–2011    | Cantonniers de Magog        | LHMAAAQ      | 42  | 14 | 25 | 39  | 2  | 13 | 7  | 5 | 12 | 2 |
| 2011–2012    | Cataractes de Shawinigan    | LHJMQ        | 64  | 5  | 15 | 20  | 2  | 8  | 1  | 0 | 1  | 0 |
| 2012–2013    | Cataractes de Shawinigan    | LHJMQ        | 68  | 13 | 30 | 43  | 22 | —  | —  | — | —  | — |
| 2013–2014    | Cataractes de Shawinigan    | LHJMQ        | 27  | 13 | 18 | 31  | 0  | —  | —  | — | —  | — |
|              | Voltigeurs de Drummondville | LHJMQ        | 36  | 19 | 21 | 40  | 2  | 11 | 10 | 4 | 14 | 0 |
| 2014–2015    | Milwaukee Admirals          | AHL          | 43  | 4  | 7  | 11  | 12 | —  | —  | — | —  | — |
|              | Cincinnati Cyclones         | ECHL         | 14  | 5  | 2  | 7   | 4  | —  | —  | — | —  | — |
| 2015–2016    | Milwaukee Admirals          | AHL          | 75  | 15 | 27 | 42  | 31 | 3  | 0  | 1 | 1  | 0 |
| 2016–2017    | Nashville Predators         | NHL          | 1   | 0  | 0  | 0   | 0  | —  | —  | — | —  | — |
|              | Milwaukee Admirals          | AHL          | 3   | 0  | 0  | 0   | 2  | —  | —  | — | —  | — |
| NHL totalt   | NHL totalt                  | NHL totalt   | 1   | 0  | 0  | 0   | 0  | —  | —  | — | —  | — |
| AHL totalt   | AHL totalt                  | AHL totalt   | 121 | 19 | 34 | 53  | 45 | 3  | 0  | 1 | 1  | 0 |
| LHJMQ totalt | LHJMQ totalt                | LHJMQ totalt | 195 | 50 | 84 | 134 | 26 | 19 | 11 | 4 | 15 | 0 |